# Gammogobius steinitzi
Gammogobius steinitzi — вид риб з родини Бичкових (Gobiidae). Морська субтропічна демерсальна риба, сягає 3,8 см довжиною. Відзначається на прибережних мілинах, в підводних гротах. Вид Gammogobius steinitzi названий в ім'я відомого ізраїльського морського біолога і зоолога Гайнца Штайниця. Відповідно його назва англійською мовою звучить як англ. Steinitz's goby — Бичок Штайниця.

## Ареал
Поширений у Середземному морі в його західній частині, переважно біля берегів Франції, біля Марселя. В останні роки спостерігаються випадки вселення цього виду до таких акваторій, як Адріатичне море в Хорватії, Тирренське море в Італії, Чорне море в Україні.